# Przedbórz (gmina)
Pour les articles homonymes, voir Przedbórz.
Przedbórz est une gmina (commune) mixte ou urbaine-rurale (gmina miejsko-wiejska) du powiat de Radomsko, dans la Voïvodie de Łódź, dans le centre de la Pologne.
Son siège administratif (chef-lieu) est la ville de Przedbórz, qui se situe environ 31 kilomètres (km) à l'est de Radomsko (siège du powiat) et 83 kilomètres au sud de la capitale régionale Łódź (capitale de la voïvodie).
La gmina couvre une superficie de 189,94 km2 pour une population de 7 595 habitants en 2006, avec une population pour la ville de Przedbórz de 3 758 habitants et une population de la partie rurale de 3 837 habitants.

## Géographie
Outre la ville de Przedbórz, la gmina inclut les villages de:
- Borowa
- Brzostek
- Chałupki
- Faliszew
- Gaj
- Góry Mokre
- Góry Suche
- Grobla
- Jabłonna
- Józefów
- Kajetanów
- Kaleń
- Miejskie Pola
- Mojżeszów
- Nosalewice
- Piskorzeniec
- Policzko
- Przyłanki
- Stara Wieś
- Stary Józefów
- Taras
- Wojciechów
- Wola Przedborska
- Wygwizdów
- Wymysłów
- Zagacie
- Żeleźnica
- Zuzowy

### Gminy voisines

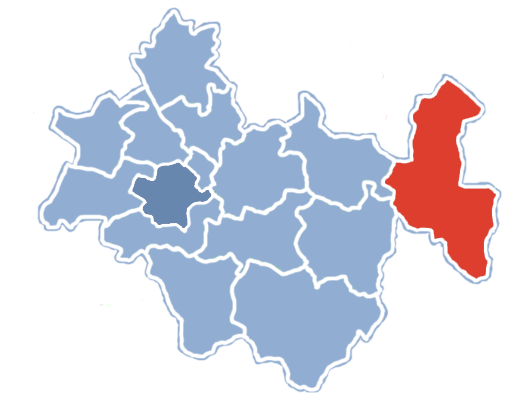
Position de la gmina dans le powiat

La gmina de Przedbórz est voisine des gminy de:
- Aleksandrów
- Fałków
- Kluczewsko
- Krasocin
- Masłowice
- Ręczno
- Słupia
- Wielgomłyny

## Administration
De 1975 à 1998, la gmina était attachée administrativement à l'ancienne voïvodie de Piotrków.

Depuis 1999, elle fait partie de la nouvelle voïvodie de Łódź.

## Structure du terrain
D'après les données de 2002, la superficie de la commune de Przedbórz est de 189,94 kilomètres carrés, répartis comme telle :
- terres agricoles : 40 %
- forêts : 53 %

La commune représente 13,16 % de la superficie du powiat.

## Démographie
Données du 30 juin 2010 :
| Description        | Total  | Total | Femmes | Femmes | Hommes | Hommes |
| ------------------ | ------ | ----- | ------ | ------ | ------ | ------ |
| Unité              | Nombre | %     | Nombre | %      | Nombre | %      |
| Population         | 7 579  | 100   | 3 729  | 49,7   | 3 850  | 50,3   |
| Densité (hab./km²) | 39,8   | 39,8  | 19,6   | 19,6   | 20,2   | 20,2   |